# 병치 혼합
병치 혼합은, 두 가지 이상의 작은 색 점은 촘촘히 배치하였을 때 멀리에서 보면 혼색되어 보이는 색 혼합 방식이다.
대부분의 레이저 프린터는 이러한 방식을 사용한다.